# Vojenská přehlídka v Praze (2018)

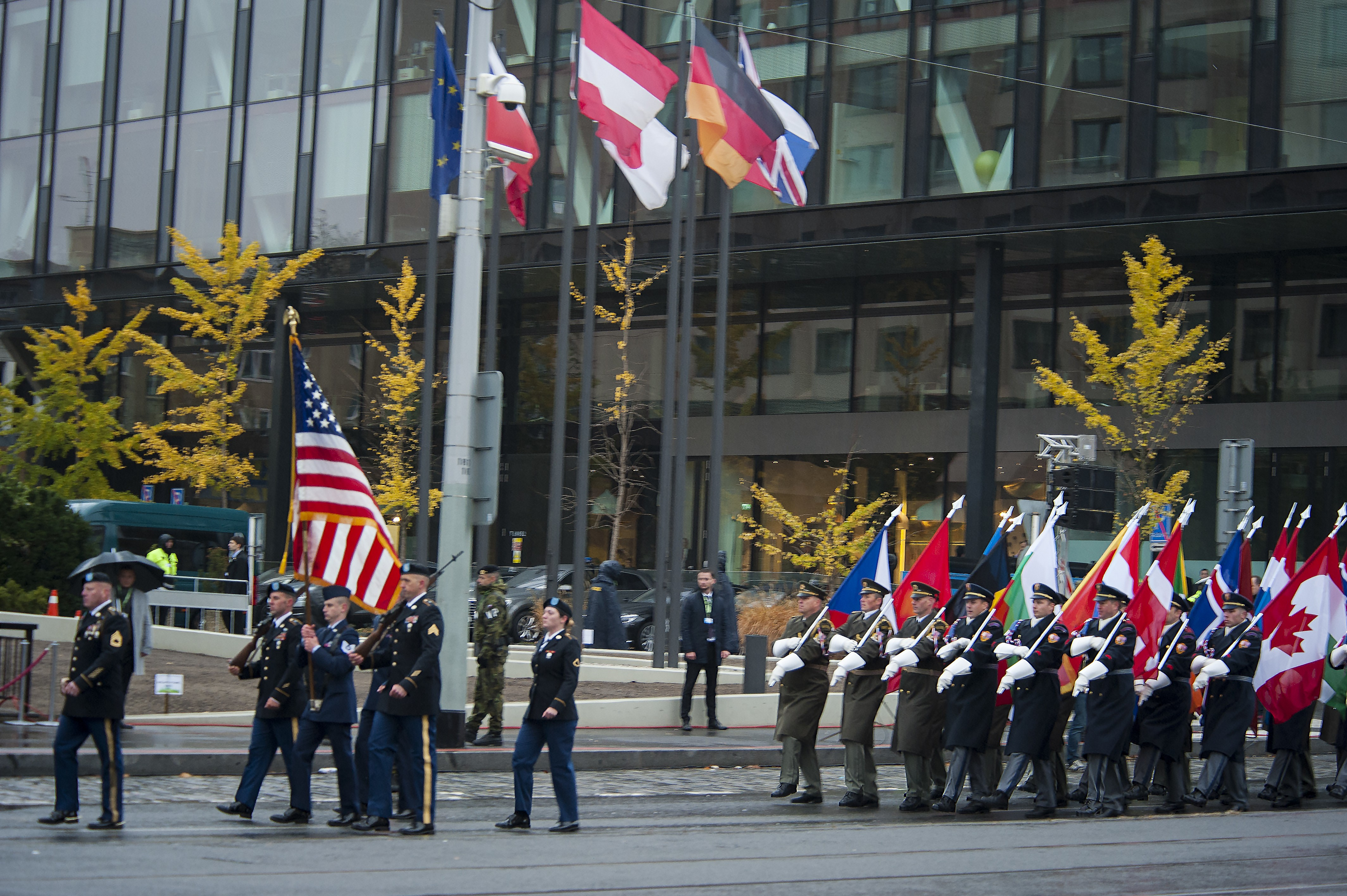
Vojenská přehlídka na Evropské třídě v Praze 2018

Vojenská přehlídka u příležitosti 100. výročí vzniku samostatného československého státu se uskutečnila v úterý 28. října 2018 ve 13 hodin v Evropské ulici v Praze 6. Přehlídky se zúčastnily jednotky Armády České republiky, Hradní stráže, Policie České republiky, Hasičského záchranného sboru ČR, Městské policie hlavního města Prahy a Zdravotnické záchranné služby hlavního města Prahy a další. Přehlídku doprovázelo deštivé počasí.
Velitelem přehlídky byl generálporučík Jiří Baloun. Přehlídku zahájil vrchní velitel ozbrojených sil, prezident republiky Miloš Zeman.

## Účastníci

### Politické osobnosti
- prezident republiky Miloš Zeman
- předseda vlády Andrej Babiš
- předseda vlády Peter Pellegrini
- ministr obrany James Mattis

### Účast zahraničních jednotek
Přehlídky se zúčastnily čestné jednotky z pěti států.
1. Slovensko – čestná stráž Ozbrojených sil Slovenské republiky
2. Francie
3. Spojené království
4. Itálie
5. USA – čestná stráž nebraského a texaského velitelství armády Národní gardy Spojených států